# Schlacht bei Asculum
Heraclea – Ausculum – Beneventum
Die Schlacht bei Asculum (oder auch Ausculum) fand 279 v. Chr. in der Nähe der heutigen Stadt Ascoli Satriano statt und wurde zwischen den Römern und dem König der Molosser, Pyrrhus von Epirus (319–272 v. Chr.), ausgetragen. 
Die Schlacht war die letzte von Pyrrhus gewonnene Schlacht, der mit 25.000 Mann und 20 Kriegselefanten nach Italien gekommen war. Nach dem Sieg gegen die Römer in der Schlacht von Heraclea hoffte Pyrrhus auf Unterstützung von abgefallenen römischen Bündnisgenossen, welche jedoch großenteils ausblieb. Es schlossen sich zwar ungefähr 15.000 Mann ehemaliger Bündnisgenossen Pyrrhus an, doch dieser hatte sich mehr erhofft. 
Zwar konnte König Pyrrhus auch die Schlacht von Asculum noch gewinnen, allerdings unter noch größeren Verlusten als bei Heraclea. Diese hohen Verluste führten schließlich dazu, dass er zwar mehrere Schlachten, nicht jedoch den Krieg gewann (Pyrrhussieg). Die anschließende Niederlage bei Maleventum (auch Schlacht bei Beneventum genannt) im Jahr 275 v. Chr. besiegelte schließlich sein Schicksal.